# 八柏道為
八柏道為（やがしわ みちため，？—1595年）是八柏館主，大和守，是日本安土桃山時代武將。相傳八柏氏的先祖是鐮倉時代下野國小野寺氏被任命出羽雄勝郡地頭職務時的家臣落合十郎的後裔，在寬正元年（1460年）年間，落合十郎的後裔入住八柏館，並自稱八柏大和守道友後，其代代當主均以「大和守」名乘傳承下去。（但歴史學家考證結果，八柏氏是鎌倉時代平鹿郡的地頭職務平賀氏（松葉姓）的後代）。
八柏道為先後仕於下野國的小野寺稙道、輝道及義道三代。在稙道時代，家臣横手光盛勾結金澤八幡的信徒叛變，稙道於是親自出兵鎮壓，八柏道為在該次戰役中協助輝道平叛，但後來以失敗告終，小野寺稙道被家臣殺害。之後，道為輔佐幼主輝道逃到大寶寺家，後借大寶寺家的軍兵反攻，同時得到領內的百姓支持，攻破橫手光盛軍並將他擊殺，入主橫手城，收復小野寺家的舊領。 
此時山形國的最上義光逐漸崛起並對小野寺家形成軍事壓迫，道為由於是小野寺家中知名的智將，深受輝道的信賴並委以重任，守備小野寺家重要據點湯澤城。
天正14年（1586年），小野寺家的當主為小野寺義道，最上義光趁小野寺家與仙北戶澤家爭戰不休之際，接連陷落小野寺領地數座城池，但恰好此時爆發上杉家與最上家爭奪庄內地區的合戰（十五里原之戰），義光於是放棄跟小野寺家的戰事，親自出陣庄內與本庄繁長爭戰，並開始自小野寺領地撤兵。
小野寺義道看準時機，謀劃奪回失土，出兵追擊，並以山田清道、八口內定冬、御返事貞光等人為先鋒，直驅邊境八口內，與最上義光和楯岡滿茂的最上軍於有屋峠對峙。當時最上軍勢為小野寺軍的兩倍，但由於道為用兵巧妙、以少勝多，順利擊退最上勢。但最上義光重整軍勢後，由嫡子義康率八百騎對小野寺軍急襲，造成小野寺軍約五百餘人被討死而敗北，義道再度退回橫手城。
此戰之後，八柏道為有感於小野寺家無法單獨對付最上家的軍勢，於是和大寶寺家的新當主大寶寺義勝締盟，並透過他與本庄繁長結交，試圖從南北兩方對最上義光進行壓迫。同時為了強化戰力，八柏道為擬定「八柏大和守掟條」三十一條，作為家中將領戰術指導的最高原則。
在最上家這一方面，最上義光有鑑於對仙北地方的侵略，屢屢因為八柏道為而受挫，於是謀劃剷除八柏道為。最上義光模仿昔年毛利元就除去尼子家新宮黨的計謀，讓楯岡豐前守滿茂偽造一封八柏道為和最上內通的書信，並故意被小野寺義道的妻弟吉田孫市得到，在吉田孫市向義道告發後，義道疑心生暗鬼，趁八柏道為前來橫手城經過大手門前中之橋時，將道為暗殺，小野寺家的情勢也在八柏道為死後一路急遽衰退。